# Samuel Goldwyn Studio
Ne doit pas être confondu avec The Samuel Goldwyn Company.
The Lot, plus connu sous son ancien nom Samuel Goldwyn Studio, est un studio de cinéma situé à West Hollywood en Californie.  
À l'origine propriété de Mary Pickford et Douglas Fairbanks, le studio devient le lieu de tournage pour de nombreux films de United Artists, qui lui donne ainsi son nom. Le site devient par la suite le siège de Samuel Goldwyn Productions (dirigée par Samuel Goldwyn), puis un lieu de tournage de Warner Bros. Pictures avant de prendre son nom actuel en 1999.

## Historique
En 1918, le producteur indépendant Jesse D. Hampton décide de faire construire son propre studio de tournage, qui ouvre l'année suivante. Mary Pickford et Douglas Fairbanks rachètent le studio en 1919 et le renomme Pickford-Fairbanks Studios. 
Dans le même temps est créé en 1919 United Artists, d'une initiative commune de Pickford, Fairbanks, D.W. Griffith et Charlie Chaplin. Durant les années 1920, le Pickford-Fairbanks Studio devient alors le studio informel de United Artists. Il est également utilisé par plusieurs producteurs indépendants dont les films sont distribués par United Artists. C'est le cas de Samuel Goldwyn et Joseph M. Schenck qui louent des bureaux et des plateaux de tournage. En 1928, le studio de tournage est renommé United Artists Studio, bien qu'il ne soit pas lié juridiquement à United Artists.
Goldwyn et Schenck contribuent à l'expansion du studio en faisant construire des bâtiments sur le terrain dont ils ne sont pas propriétaires car appartenant à Pickford et Fairbanks. Depuis 1924, Schenck est par ailleurs président de United Artists. Lorsqu'il décide en 1935 de quitter l'entreprise, Goldwyn rachète ses parts. À la suite de la mort de Fairbanks en 1939, sa femme Mary Pickford récupère ses parts. Elle se retrouve copropriétaire du studio de tournage avec Samuel Goldwyn. Cela provoque des conflits entre eux, tous deux étant de fortes têtes et aucun n'ayant le contrôle total sur le studio.
En 1940, Goldwyn quitte United Artists et renomme le studio Samuel Goldwyn Studio, malgré les protestations de Pickford. L'affaire se poursuit en justice et débouche en 1955 sur la mise aux enchères du studio, les deux belligérants n'ayant pas réussi à trouver de terrain d'entente. Goldwyn, aidé de son ami James Mulvey (propriétaire des Brooklyn Dodgers) gagne la vente aux enchères et Goldwyn devient le seul propriétaire du terrain.
Le studio a servi de lieu de tournage pour de nombreuses productions indépendantes, notamment Les Hauts de Hurlevent (1939), Certains l'aiment chaud (1959) ou encore West Side Story (1961). En 1977, George Lucas, revenant du tournage de Star Wars : Un nouvel espoir en Angleterre aux studios d'Elstree, décide de retourner quelques scènes de la cantina de Chalmun au Samuel Goldwyn Studio.

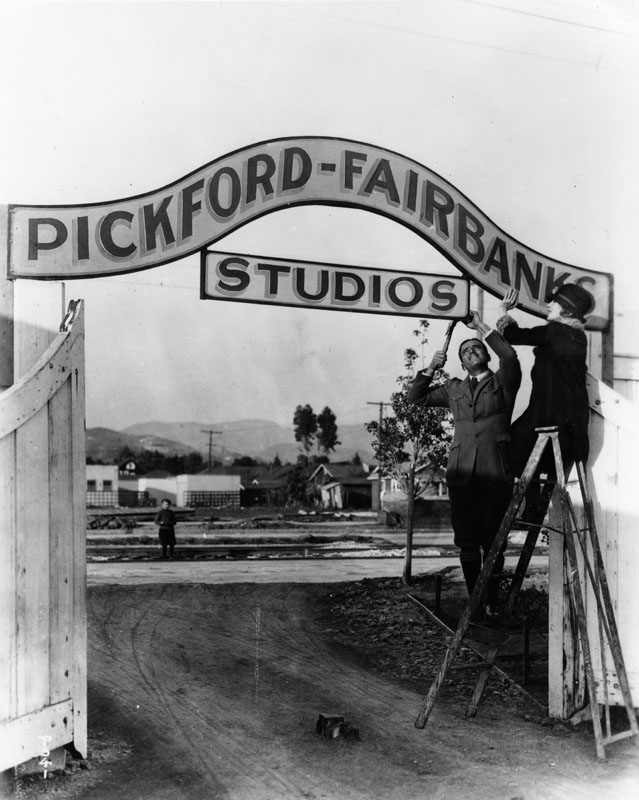
Mary Pickford et Douglas Fairbanks installent le panneau à l'entrée du studio en 1922

En 1980, Warner Communications rachète le studio et le renomme Warner Hollywood Studios. Il sert alors de studio de tournage complémentaire aux studios principaux situés à Burbank. Y sont notamment tournés les séries d'Aaron Spelling La croisière s'amuse (1977-1987) et Dynastie (1981-1989), mais aussi les films Basic Instinct (1992), Le Fugitif (1993) ou encore La Ligne verte (1999). La Warner partageait à cette époque ses studios avec Columbia, qui déménage en 1990 pour s'installer à Culver City dans les anciens studios de la MGM. À cette date, la Warner devient alors la seule propriétaire des Warner Bros. Studios et du Warner Bros. Ranch. Elle décide de conserver dans un premier temps ses services de post-production aux Warner Hollywood Studios, mais décide finalement en 1999 de vendre les studios, n'ayant plus besoin d'autant de superficie. 
Depuis lors, le lieu est connu sous le nom de The Lot. CIM Group, propriétaire actuel des lieux, a détruit plusieurs bâtiments dont le Pickford Building (construit en 1927) et le Goldwyn Building (construit en 1932) pour redévelopper le complexe et le moderniser.
S'y trouve aujourd'hui des bureaux de Home Box Office, Showtime Networks, Discovery, Live Nation, Oprah Winfrey Network et BET Networks.

## Productions
Sources,,
| - Robin des Bois (1922) - La Mégère apprivoisée (1929) - Les Hauts de Hurlevent (1939) - Correspondant 17 (1940) - Le Voleur de Bagdad (1940) - La Vipère (1941) - Les Plus Belles Années de notre vie (1946) - Blanches colombes et vilains messieurs (1955) - Certains l'aiment chaud (1959) - La Garçonnière (1960) - West Side Story (1961) - Dans la chaleur de la nuit (1967) - Star Wars, épisode IV : Un nouvel espoir (1977) - La croisière s'amuse (1977-1987) - Dynastie (1981-1989) - Basic Instinct (1992) | - Monsieur le député (1992) - Le Fugitif (1993) - La Ligne verte (1999) - The Majestic (2001) - Des étoiles plein les yeux (2004) - Miss FBI : Divinement armée (2005) - Weeds (2005-2012) - Dexter (2006-2022) - True Blood (2008-2014) - Shameless (2011-2021) - Homeland (2011-2020) - Ray Donovan (2013-2020) - Big Little Lies (2017-2019) - Euphoria (2019-) - Little Fires Everywhere (2020) |

## Récompenses
Le département du son du studio reçoit en 1968 l'Oscar du meilleur mixage de son pour le film Dans la chaleur de la nuit.